# Quatrième circonscription des Côtes-d'Armor
La quatrième circonscription des Côtes-d'Armor est l'une des cinq circonscriptions législatives françaises que compte le département des Côtes-d'Armor situé en région Bretagne.
Jusqu'en 1990, elle est appelée quatrième circonscription des Côtes-du-Nord.

## La circonscription de 1958 à 1986

### Description géographique

Localisation de la circonscription de 1958 à 1986.

Dans le découpage électoral de 1958, la quatrième circonscription des Côtes-du-Nord composée des cantons suivants :
- Canton de Bégard
- Canton de Belle-Isle-en-Terre
- Canton de Bourbriac
- Canton de Callac
- Canton de Châtelaudren
- Canton de Guingamp
- Canton de Lanvollon
- Canton de Maël-Carhaix
- Canton de Plouagat
- Canton de Plouha
- Canton de Pontrieux.

### Historique des députations
| Législature | Début de mandat | Fin de mandat  | Député           | Parti politique | Observations |
| ----------- | --------------- | -------------- | ---------------- | --------------- | --- |
| Ire         | 9 décembre 1958 | 9 octobre 1962 | Alain Le Guen    | MRP             | Mandat écourté à la suite d'une dissolution parlementaire décidée par Charles de Gaulle. |
| IIe         | 6 décembre 1962 | 2 avril 1967   | Alain Le Guen    | MRP             | |
| IIIe        | 3 avril 1967    | 30 mai 1968    | Édouard Ollivro  | CD              | Mandat écourté à la suite d'une dissolution parlementaire décidée par Charles de Gaulle. |
| IVe         | 11 juillet 1968 | 1er avril 1973 | Édouard Ollivro  | CD              | |
| Ve          | 2 avril 1973    | 2 avril 1978   | Édouard Ollivro  | Union centriste | |
| VIe         | 3 avril 1978    | 22 mai 1981    | François Leizour | PCF             | Mandat écourté à la suite d'une dissolution parlementaire décidée par François Mitterrand. |
| VIIe        | 2 juillet 1981  | 1er avril 1986 | Maurice Briand   | PS              | |
| VIIIe       | 2 avril 1986    | 14 mai 1988    | Aucun            | Aucun           | Proportionnelle par département, pas de député par circonscription Proportionnelle par département, pas de député par circonscription. Mandat écourté à la suite d'une dissolution parlementaire décidée par François Mitterrand. |

### Historique des élections

#### Élections de 1958
| Candidat           | Candidat            | Parti          | Premier tour | Premier tour | Second tour | Second tour |  |
| Candidat           | Candidat            | Parti          | Voix         | %            | Voix        | %           |  |
| ------------------ | ------------------- | -------------- | ------------ | ------------ | ----------- | ----------- |  |
|                    | Guillaume Le Caroff | PCF            | 12 846       | 26,27        | 16 011      | 30,66       |  |
|                    | Alain Le Guen élu   | MRP            | 11 757       | 24,04        | 24 323      | 46,57       |  |
|                    | Alexandre Thomas    | SFIO           | 10 209       | 20,88        | 11 895      | 22,77       |  |
|                    | Louis Leberger      | Modérés        | 5 247        | 10,73        | Retrait     | Retrait     |  |
|                    | Joseph Le Monnier   | UDSR           | 4 595        | 9,4          | Retrait     | Retrait     |  |
|                    | Pierre Thomas       | UNR            | 3 527        | 7,21         | Retrait     | Retrait     |  |
|                    | Ernest Novello      | UFD            | 722          | 1,48         |             |             |  |
|                    |                     |                |              |              |             |             |  |
| Inscrits           | Inscrits            | Inscrits       | 64 439       | 100,00       | 64 367      | 100,00      |  |
| Abstentions        | Abstentions         | Abstentions    | 14 854       | 23,05        | 11 790      | 18,32       |  |
| Votants            | Votants             | Votants        | 49 585       | 76,95        | 52 577      | 81,68       |  |
| Blancs et nuls     | Blancs et nuls      | Blancs et nuls | 682          | 1,38         | 348         | 0,66        |  |
| Exprimés           | Exprimés            | Exprimés       | 48 903       | 98,62        | 52 229      | 99,34       |  |
| Source : Data.gouv |                     |                |              |              |             |             |  |

Le suppléant d'Alain Le Guen était François Lallour, clerc de notaire, Premier adjoint au maire de Callac.

#### Élections de 1962
| Candidat           | Candidat                    | Parti          | Premier tour | Premier tour | Second tour | Second tour |  |
| Candidat           | Candidat                    | Parti          | Voix         | %            | Voix        | %           |  |
| ------------------ | --------------------------- | -------------- | ------------ | ------------ | ----------- | ----------- |  |
|                    | Alain Le Guen sortant réélu | MRP            | 12 996       | 30,44        | 26 116      | 52,00       |  |
|                    | François Leizour            | PCF            | 11 383       | 26,66        | 24 105      | 48,00       |  |
|                    | Édouard Ollivro             | Modérés        | 10 208       | 23,91        | Retrait     | Retrait     |  |
|                    | Alexandre Thomas            | SFIO           | 5 267        | 12,34        | Retrait     | Retrait     |  |
|                    | Pierre Sérandour            | PSU            | 2 366        | 5,54         | Retrait     | Retrait     |  |
|                    | Pierre Menger               | Divers         | 471          | 1,1          |             |             |  |
|                    |                             |                |              |              |             |             |  |
| Inscrits           | Inscrits                    | Inscrits       | 62 627       | 100,00       | 62 615      | 100,00      |  |
| Abstentions        | Abstentions                 | Abstentions    | 19 469       | 31,09        | 11 645      | 18,6        |  |
| Votants            | Votants                     | Votants        | 43 158       | 68,91        | 50 970      | 81,4        |  |
| Blancs et nuls     | Blancs et nuls              | Blancs et nuls | 467          | 1,08         | 749         | 1,47        |  |
| Exprimés           | Exprimés                    | Exprimés       | 42 691       | 98,92        | 50 221      | 98,53       |  |
| Source : Data.gouv |                             |                |              |              |             |             |  |

Le suppléant d'Alain Le Guen était François Lallour.

#### Élections de 1967
| Candidat           | Candidat              | Parti          | Premier tour | Premier tour | Second tour | Second tour |  |
| Candidat           | Candidat              | Parti          | Voix         | %            | Voix        | %           |  |
| ------------------ | --------------------- | -------------- | ------------ | ------------ | ----------- | ----------- |  |
|                    | François Leizour      | PCF            | 16 964       | 33,4         | 24 932      | 49,27       |  |
|                    | Édouard Ollivro élu   | CD (PDM)       | 15 609       | 30,74        | 25 669      | 50,73       |  |
|                    | Alain Le Guen sortant | UD-Ve          | 13 418       | 26,42        | Retrait     | Retrait     |  |
|                    | Yves Guyader          | FGDS (SFIO)    | 4 793        | 9,44         |             |             |  |
|                    |                       |                |              |              |             |             |  |
| Inscrits           | Inscrits              | Inscrits       | 59 943       | 100,00       | 59 933      | 100,00      |  |
| Abstentions        | Abstentions           | Abstentions    | 8 791        | 14,67        | 8 419       | 14,05       |  |
| Votants            | Votants               | Votants        | 51 152       | 85,33        | 51 514      | 85,95       |  |
| Blancs et nuls     | Blancs et nuls        | Blancs et nuls | 368          | 0,72         | 913         | 1,77        |  |
| Exprimés           | Exprimés              | Exprimés       | 50 784       | 99,28        | 50 601      | 98,23       |  |
| Source : Data.gouv |                       |                |              |              |             |             |  |

Le suppléant d'Édouard Ollivro était Jean Goubil, cultivateur, maire de Paule.

#### Élections de 1968
| Candidat           | Candidat                      | Parti          | Premier tour | Premier tour | Second tour | Second tour |  |
| Candidat           | Candidat                      | Parti          | Voix         | %            | Voix        | %           |  |
| ------------------ | ----------------------------- | -------------- | ------------ | ------------ | ----------- | ----------- |  |
|                    | François Leizour              | PCF            | 15 855       | 31,75        | 23 319      | 45,97       |  |
|                    | Édouard Ollivro sortant réélu | CD (PDM)       | 15 470       | 30,98        | 27 413      | 54,03       |  |
|                    | Alain Le Guen                 | UDR (URP)      | 11 177       | 22,38        | Retrait     | Retrait     |  |
|                    | Alexandre Thomas              | FGDS (SFIO)    | 3 903        | 7,82         |             |             |  |
|                    | Yves Le Merrer                | PSU            | 3 534        | 7,08         |             |             |  |
|                    |                               |                |              |              |             |             |  |
| Inscrits           | Inscrits                      | Inscrits       | 59 735       | 100,00       | 59 710      | 100,00      |  |
| Abstentions        | Abstentions                   | Abstentions    | 9 418        | 15,77        | 8 453       | 14,16       |  |
| Votants            | Votants                       | Votants        | 50 317       | 84,23        | 51 257      | 85,84       |  |
| Blancs et nuls     | Blancs et nuls                | Blancs et nuls | 378          | 0,75         | 525         | 1,02        |  |
| Exprimés           | Exprimés                      | Exprimés       | 49 939       | 99,25        | 50 732      | 98,98       |  |
| Source : Data.gouv |                               |                |              |              |             |             |  |

Le suppléant d'Édouard Ollivro était Jean Goubil.

#### Élections de 1973
| Candidat           | Candidat                      | Parti          | Premier tour | Premier tour | Second tour | Second tour |  |
| Candidat           | Candidat                      | Parti          | Voix         | %            | Voix        | %           |  |
| ------------------ | ----------------------------- | -------------- | ------------ | ------------ | ----------- | ----------- |  |
|                    | Édouard Ollivro sortant réélu | CDP (URP)      | 22 792       | 45,14        | 27 151      | 51,70       |  |
|                    | François Leizour              | PCF            | 18 781       | 37,19        | 25 364      | 48,29       |  |
|                    | Yves Guyader                  | PS (UGSD)      | 3 758        | 7,44         |             |             |  |
|                    | Claude Guillou                | PSU            | 2 958        | 5,85         |             |             |  |
|                    | Yves Tourbin                  | Rad (MR)       | 2 199        | 4,35         |             |             |  |
|                    |                               |                |              |              |             |             |  |
| Inscrits           | Inscrits                      | Inscrits       | 60 370       | 100,00       | 60 354      | 100,00      |  |
| Abstentions        | Abstentions                   | Abstentions    | 9 298        | 15,4         | 7 179       | 11,89       |  |
| Votants            | Votants                       | Votants        | 51 072       | 84,6         | 53 175      | 88,11       |  |
| Blancs et nuls     | Blancs et nuls                | Blancs et nuls | 584          | 1,14         | 660         | 1,24        |  |
| Exprimés           | Exprimés                      | Exprimés       | 50 488       | 98,86        | 52 515      | 98,76       |  |
| Source : Data.gouv |                               |                |              |              |             |             |  |

Le suppléant d'Édouard Ollivro était Jean Goubil.

#### Élections de 1978
| Candidat           | Candidat                | Parti          | Premier tour | Premier tour | Second tour | Second tour |  |
| Candidat           | Candidat                | Parti          | Voix         | %            | Voix        | %           |  |
| ------------------ | ----------------------- | -------------- | ------------ | ------------ | ----------- | ----------- |  |
|                    | Édouard Ollivro sortant | UDF (CDS)      | 19 536       | 33,87        | 28 894      | 48,99       |  |
|                    | François Leizour élu    | PCF            | 16 938       | 29,36        | 30 090      | 51,01       |  |
|                    | Maurice Briand          | PS (MRG)       | 12 827       | 22,24        | Retrait     | Retrait     |  |
|                    | Pierre Pasquiou         | Divers droite  | 5 388        | 9,34         |             |             |  |
|                    | Anne Rosain             | Écologie 78    | 1 434        | 2,48         |             |             |  |
|                    | Patrick de Quelen       | UDB            | 953          | 1,65         |             |             |  |
|                    | Geneviève Rébillard     | LO             | 549          | 0,95         |             |             |  |
|                    | Jean Rabuel             | FN             | 60           | 0,10         |             |             |  |
|                    |                         |                |              |              |             |             |  |
| Inscrits           | Inscrits                | Inscrits       | 66 123       | 100,00       | 66 029      | 100,00      |  |
| Abstentions        | Abstentions             | Abstentions    | 7 945        | 12,02        | 6 017       | 9,11        |  |
| Votants            | Votants                 | Votants        | 58 178       | 87,98        | 60 012      | 90,89       |  |
| Blancs et nuls     | Blancs et nuls          | Blancs et nuls | 493          | 0,85         | 1 028       | 1,71        |  |
| Exprimés           | Exprimés                | Exprimés       | 57 685       | 99,15        | 58 984      | 98,29       |  |
| Source : Data.gouv |                         |                |              |              |             |             |  |

Le suppléant de François Leizour était Félix Leyzour, Vice-Président du Conseil général.

#### Élections de 1981
| Candidat       | Candidat                 | Parti          | Premier tour | Premier tour | Second tour | Second tour |  |
| Candidat       | Candidat                 | Parti          | Voix         | %            | Voix        | %           |  |
| -------------- | ------------------------ | -------------- | ------------ | ------------ | ----------- | ----------- |  |
|                | Maurice Briand élu       | PS             | 20 769       | 39,65        | 35 779      | 65,86       |  |
|                | François Leizour sortant | PCF            | 13 828       | 26,40        | Retrait     | Retrait     |  |
|                | Pierre Pasquiou          | UDF (PR)       | 13 043       | 24,90        | 18 550      | 34,14       |  |
|                | Léon Boutbien            | RPR (UNM)      | 3 470        | 6,62         |             |             |  |
|                | Patrick de Quelen        | UDB            | 1 268        | 2,42         |             |             |  |
|                |                          |                |              |              |             |             |  |
| Inscrits       | Inscrits                 | Inscrits       | 67 239       | 100,00       | 67 234      | 100,00      |  |
| Abstentions    | Abstentions              | Abstentions    | 14 448       | 21,49        | 11 963      | 17,79       |  |
| Votants        | Votants                  | Votants        | 52 791       | 78,51        | 55 271      | 82,21       |  |
| Blancs et nuls | Blancs et nuls           | Blancs et nuls | 413          | 0,78         | 942         | 1,7         |  |
| Exprimés       | Exprimés                 | Exprimés       | 52 378       | 99,22        | 54 329      | 98,3        |  |

Le suppléant de Maurice Briand était Raymond Boizard, conseiller juridique agricole, conseiller général du canton de Lanvollon, maire adjoint de Pléguien. Raymond Boizard est décédé en 1983.

## La circonscription depuis 1986

### Description géographique et démographique

Localisation de la circonscription depuis 1986.

Dans le découpage électoral de la loi no 86-1197 du 24 novembre 1986
, la circonscription regroupe les cantons suivants :
- Canton de Bégard
- Canton de Belle-Isle-en-Terre
- Canton de Bourbriac
- Canton de Callac
- Canton de Gouarec
- Canton de Guingamp
- Canton de Lanvollon
- Canton de Maël-Carhaix
- Canton de Plestin-les-Grèves
- Canton de Plouagat
- Canton de Plouaret
- Canton de Rostrenen
- Canton de Saint-Nicolas-du-Pélem.

D'après le recensement général de la population en 1999, réalisé par l'Institut national de la statistique et des études économiques (INSEE), la population totale de cette circonscription est estimée à 100 777 habitants,.
Le découpage de la circonscription n'a pas été modifié par le redécoupage des circonscriptions législatives françaises de 2010.

### Historique des députations
| Législature | Début de mandat | Fin de mandat  | Député            | Parti politique | Observations                                                                           |
| ----------- | --------------- | -------------- | ----------------- | --------------- | -------------------------------------------------------------------------------------- |
| IXe         | 23 juin 1988    | 1er avril 1993 | Maurice Briand,   | PS,             |                                                                                        |
| Xe          | 2 avril 1993    | 21 avril 1997  | Daniel Pennec,    | RPR,            | Mandat écourté à la suite d'une dissolution parlementaire décidée par Jacques Chirac.  |
| XIe         | 12 juin 1997    | 18 juin 2002   | Félix Leyzour,    | PCF,            |                                                                                        |
| XIIe        | 19 juin 2002    | 19 juin 2007   | Marie-Renée Oget, | PS,             |                                                                                        |
| XIIIe       | 20 juin 2007    | 19 juin 2012   | Marie-Renée Oget, | PS,             |                                                                                        |
| XIVe        | 20 juin 2012    | 20 juin 2017   | Annie Le Houérou  | App. PS         |                                                                                        |
| XVe         | 21 juin 2017    | 21 juin 2022   | Yannick Kerlogot  | LREM            |                                                                                        |
| XVIe        | 22 juin 2022    | 9 juin 2024    | Murielle Lepvraud | LFI-NUPES       | Mandat écourté à la suite d'une dissolution parlementaire décidée par Emmanuel Macron. |

### Historique des élections

#### Élections de 1988
| Candidat       | Candidat              | Parti          | Premier tour | Premier tour | Second tour | Second tour |  |
| Candidat       | Candidat              | Parti          | Voix         | %            | Voix        | %           |  |
| -------------- | --------------------- | -------------- | ------------ | ------------ | ----------- | ----------- |  |
|                | Maurice Briand élu    | PS             | 20 580       | 34,51        | 37 882      | 61,90       |  |
|                | Félix Leyzour         | PCF            | 17 888       | 30,00        | Retrait     | Retrait     |  |
|                | Daniel Pennec         | RPR (URC)      | 16 616       | 27,87        | 23 315      | 38,09       |  |
|                | Myriam de Coatparquet | FN             | 2 505        | 4,20         |             |             |  |
|                | Jean-Marie Salomon    | Régionaliste   | 2 030        | 3,40         |             |             |  |
|                |                       |                |              |              |             |             |  |
| Inscrits       | Inscrits              | Inscrits       | 81 800       | 100,00       | 81 794      | 100,00      |  |
| Abstentions    | Abstentions           | Abstentions    | 21 006       | 25,68        | 17 992      | 22          |  |
| Votants        | Votants               | Votants        | 60 794       | 74,32        | 63 802      | 78          |  |
| Blancs et nuls | Blancs et nuls        | Blancs et nuls | 1 175        | 1,93         | 2 605       | 4,08        |  |
| Exprimés       | Exprimés              | Exprimés       | 59 619       | 98,07        | 61 197      | 95,92       |  |

Le suppléant de Maurice Briand était René Quilliou, agriculteur, maire de Glomel.

#### Élections de 1993
| Candidat       | Candidat               | Parti                 | Premier tour | Premier tour | Second tour | Second tour |  |
| Candidat       | Candidat               | Parti                 | Voix         | %            | Voix        | %           |  |
| -------------- | ---------------------- | --------------------- | ------------ | ------------ | ----------- | ----------- |  |
|                | Christian Le Verge     | PCF                   | 15 771       | 27,04        | 30 377      | 49,81       |  |
|                | Daniel Pennec élu      | app. RPR              | 13 834       | 23,72        | 30 599      | 50,18       |  |
|                | Maurice Briand sortant | PS (ADFP)             | 10 294       | 17,65        | Retrait     | Retrait     |  |
|                | Yvon Le Moigne         | UDF (CDS)             | 9 249        | 15,86        |             |             |  |
|                | Bernard Prigent        | Les Verts (EÉ)        | 3 765        | 6,45         |             |             |  |
|                | Myriam de Coatparquet  | FN                    | 2 904        | 4,98         |             |             |  |
|                | Rolande Hanrion        | LT-LNÉ                | 1 398        | 2,39         |             |             |  |
|                | Désiré Le Gouriérès    | MDD                   | 935          | 1,60         |             |             |  |
|                | Jean-Marie Salomon     | Régionaliste (Emgann) | 161          | 0,27         |             |             |  |
|                |                        |                       |              |              |             |             |  |
| Inscrits       | Inscrits               | Inscrits              | 80 450       | 100,00       | 79 927      | 100,00      |  |
| Abstentions    | Abstentions            | Abstentions           | 19 602       | 24,37        | 15 667      | 19,6        |  |
| Votants        | Votants                | Votants               | 60 848       | 75,63        | 64 260      | 80,4        |  |
| Blancs et nuls | Blancs et nuls         | Blancs et nuls        | 2 537        | 4,17         | 3 285       | 5,11        |  |
| Exprimés       | Exprimés               | Exprimés              | 58 311       | 95,83        | 60 975      | 94,89       |  |

Le suppléant de Daniel Pennec était Pierre Le Gouez, pharmacien, conseiller général du canton de Rostrenen, conseiller municipal de Plouguernével.

#### Élections de 1997
| Candidat                     | Candidat              | Parti          | Premier tour | Premier tour | Second tour | Second tour |  |
| Candidat                     | Candidat              | Parti          | Voix         | %            | Voix        | %           |  |
| ---------------------------- | --------------------- | -------------- | ------------ | ------------ | ----------- | ----------- |  |
|                              | Daniel Pennec sortant | RPR            | 18 215       | 31,85        | 26 086      | 43,12       |  |
|                              | Félix Leyzour élu     | PCF            | 17 009       | 29,75        | 34 404      | 56,87       |  |
|                              | Jean Le Floc'h        | PS             | 13 188       | 23,06        | Retrait     | Retrait     |  |
|                              | Myriam de Coatparquet | FN             | 2 988        | 5,22         |             |             |  |
|                              | Bernard Prigent       | Les Verts      | 1 874        | 3,27         |             |             |  |
|                              | Alice Boisson         | GÉ             | 1 331        | 2,32         |             |             |  |
|                              | Patrick L'Héréec      | Régionaliste   | 1 261        | 2,20         |             |             |  |
|                              | Louis Marteil         | LDI (CNIP)     | 671          | 1,17         |             |             |  |
|                              | Dominique Daniel      | LCR            | 636          | 1,11         |             |             |  |
|                              |                       |                |              |              |             |             |  |
| Inscrits                     | Inscrits              | Inscrits       | 77 454       | 100,00       | 77 594      | 100,00      |  |
| Abstentions                  | Abstentions           | Abstentions    | 18 280       | 23,6         | 14 600      | 18,82       |  |
| Votants                      | Votants               | Votants        | 59 174       | 76,4         | 62 994      | 81,18       |  |
| Blancs et nuls               | Blancs et nuls        | Blancs et nuls | 2 001        | 3,38         | 2 504       | 3,97        |  |
| Exprimés                     | Exprimés              | Exprimés       | 57 173       | 96,62        | 60 490      | 96,03       |  |
| Source : Assemblée nationale |                       |                |              |              |             |             |  |

Le suppléant de Félix Leyzour était Christian Le Verge, professeur, conseiller régional de Bretagne, conseiller général du canton de Guingamp, maire de Ploumagoar.
Christian Le Verge est décédé le 4 mars 2001.

#### Élections de 2002
| Candidat       | Candidat              | Parti          | Premier tour | Premier tour | Second tour | Second tour |  |
| Candidat       | Candidat              | Parti          | Voix         | %            | Voix        | %           |  |
| -------------- | --------------------- | -------------- | ------------ | ------------ | ----------- | ----------- |  |
|                | Marie-Renée Oget élue | PS             | 14 360       | 26,21        | 30 253      | 55,82       |  |
|                | Jean-Pierre Le Goux   | UMP            | 11 352       | 20,72        | 23 941      | 44,18       |  |
|                | Daniel Pennec         | Divers droite  | 10 446       | 19,07        |             |             |  |
|                | Gérard Lahellec       | PCF            | 8 670        | 15,83        |             |             |  |
|                | Myriam de Coatparquet | Les Verts      | 2 816        | 5,14         |             |             |  |
|                | Michel Balbot         | FN             | 2 272        | 4,15         |             |             |  |
|                | Guy Jourden           | LCR            | 1 594        | 2,91         |             |             |  |
|                | Mona Bras-Caillarec   | UDB            | 1 223        | 2,23         |             |             |  |
|                | Yves Thoraval         | LO             | 769          | 1,4          |             |             |  |
|                | Marcel Choron         | CPNT           | 678          | 1,24         |             |             |  |
|                | André Perrot          | MNR            | 335          | 0,61         |             |             |  |
|                | Stéphane Gariepuy     | GÉ             | 263          | 0,48         |             |             |  |
|                |                       |                |              |              |             |             |  |
| Inscrits       | Inscrits              | Inscrits       | 79 125       | 100,00       | 79 114      | 100,00      |  |
| Abstentions    | Abstentions           | Abstentions    | 23 160       | 29,27        | 23 023      | 29,1        |  |
| Votants        | Votants               | Votants        | 55 965       | 70,73        | 56 091      | 70,9        |  |
| Blancs et nuls | Blancs et nuls        | Blancs et nuls | 1 187        | 2,12         | 1 897       | 3,38        |  |
| Exprimés       | Exprimés              | Exprimés       | 54 778       | 97,88        | 54 194      | 96,62       |  |

Le suppléant de Marie-Renée Oget était Thierry Burlot, maire de Pléguien, Président de la Communauté de communes de Lanvollon-Plouha, élu conseiller régional en 2004, technicien à la Direction départementale de l'équipement.

#### Élections de 2007
| Candidat       | Candidat                         | Parti          | Premier tour | Premier tour | Second tour | Second tour |  |
| Candidat       | Candidat                         | Parti          | Voix         | %            | Voix        | %           |  |
| -------------- | -------------------------------- | -------------- | ------------ | ------------ | ----------- | ----------- |  |
|                | Marie-Renée Oget sortante réélue | PS             | 17 014       | 32,61        | 33 068      | 63,22       |  |
|                | Jean-Pierre Le Goux              | UMP            | 13 651       | 26,16        | 19 241      | 36,78       |  |
|                | Gérard Lahellec                  | PCF            | 6 513        | 12,48        |             |             |  |
|                | Marie-Françoise Droniou          | UDF–MoDem      | 5 333        | 10,22        |             |             |  |
|                | Mona Bras                        | UDB            | 2 570        | 4,93         |             |             |  |
|                | Sylvie Guillou                   | LCR            | 1 830        | 3,51         |             |             |  |
|                | Myriam de Coatparquet            | FN             | 1 392        | 2,67         |             |             |  |
|                | Michel Priziac                   | PRG            | 1 175        | 2,25         |             |             |  |
|                | Margaret Studler                 | MPF            | 1 097        | 2,1          |             |             |  |
|                | Carole Leforestier               | CPNT           | 749          | 1,44         |             |             |  |
|                | Yves Thoraval                    | LO             | 555          | 1,06         |             |             |  |
|                | Hélène Borel                     | PT             | 299          | 0,57         |             |             |  |
|                |                                  |                |              |              |             |             |  |
| Inscrits       | Inscrits                         | Inscrits       | 79 896       | 100,00       | 79 889      | 100,00      |  |
| Abstentions    | Abstentions                      | Abstentions    | 26 696       | 33,41        | 25 918      | 32,44       |  |
| Votants        | Votants                          | Votants        | 53 200       | 66,59        | 53 971      | 67,56       |  |
| Blancs et nuls | Blancs et nuls                   | Blancs et nuls | 1 022        | 1,92         | 1 662       | 3,08        |  |
| Exprimés       | Exprimés                         | Exprimés       | 52 178       | 98,08        | 52 309      | 96,92       |  |

#### Élections de 2012
| Candidat       | Candidat              | Parti                    | Premier tour | Premier tour | Second tour | Second tour |  |
| Candidat       | Candidat              | Parti                    | Voix         | %            | Voix        | %           |  |
| -------------- | --------------------- | ------------------------ | ------------ | ------------ | ----------- | ----------- |  |
|                | Annie Le Houérou élue | diss. PS                 | 16 312       | 32,02        | 32 487      | 68,52       |  |
|                | Valérie Garcia        | UMP                      | 9 313        | 18,28        | 14 926      | 31,48       |  |
|                | Gérard Lahellec       | FG (PCF) (Divers gauche) | 8 457        | 16,60        |             |             |  |
|                | Michel Balbot         | EÉLV (PS)                | 6 327        | 12,42        |             |             |  |
|                | Pierre Salliou        | CpF (MoDem)              | 4 791        | 9,41         |             |             |  |
|                | Catherine Blein       | RBM (FN)                 | 3 676        | 7,22         |             |             |  |
|                | Maïwenn Salomon       | BPSB                     | 711          | 1,40         |             |             |  |
|                | Marine Voisin         | ÉI                       | 491          | 0,96         |             |             |  |
|                | Marie-Pierre Menguy   | LO                       | 359          | 0,70         |             |             |  |
|                | Thierry Richard       | PEC                      | 254          | 0,50         |             |             |  |
|                | Isabelle Montillet    | MPF                      | 248          | 0,49         |             |             |  |
|                |                       |                          |              |              |             |             |  |
| Inscrits       | Inscrits              | Inscrits                 | 79 622       | 100,00       | 79 632      | 100,00      |  |
| Abstentions    | Abstentions           | Abstentions              | 27 831       | 34,95        | 29 646      | 37,23       |  |
| Votants        | Votants               | Votants                  | 51 791       | 65,05        | 49 986      | 62,77       |  |
| Blancs et nuls | Blancs et nuls        | Blancs et nuls           | 852          | 1,65         | 2 573       | 5,15        |  |
| Exprimés       | Exprimés              | Exprimés                 | 50 939       | 98,35        | 47 413      | 94,85       |  |

#### Élections de 2017
|                                                                                 |                                                                                    |                           |                           |                          |                          |
|                                                                                 |                                                                                    | Premier tour 11 juin 2017 | Premier tour 11 juin 2017 | Second tour 18 juin 2017 | Second tour 18 juin 2017 |
|                                                                                 |                                                                                    |                           |                           |                          |                          |
|                                                                                 |                                                                                    | Nombre                    | % des inscrits            | Nombre                   | % des inscrits           |
| Inscrits                                                                        | Inscrits                                                                           | 78 707                    | 100,00                    | 78 690                   | 100,00                   |
| Abstentions                                                                     | Abstentions                                                                        | 32 952                    | 41,87                     | 38 822                   | 49,34                    |
| Votants                                                                         | Votants                                                                            | 45 755                    | 58,13                     | 39 868                   | 50,66                    |
|                                                                                 |                                                                                    |                           | % des votants             |                          | % des votants            |
| Bulletins blancs                                                                | Bulletins blancs                                                                   | 698                       | 1,53                      | 2 585                    | 6,48                     |
| Bulletins nuls                                                                  | Bulletins nuls                                                                     | 386                       | 0,84                      | 1 525                    | 3,83                     |
| Suffrages exprimés                                                              | Suffrages exprimés                                                                 | 44 671                    | 97,63                     | 35 758                   | 89,69                    |
|                                                                                 |                                                                                    |                           |                           |                          |                          |
| Candidat Étiquette politique (partis et alliances)                              | Candidat Étiquette politique (partis et alliances)                                 | Voix                      | % des exprimés            | Voix                     | % des exprimés           |
|                                                                                 |                                                                                    |                           |                           |                          |                          |
|                                                                                 | Yannick Kerlogot La République en marche                                           | 15 412                    | 34,50                     | 18 053                   | 50,49                    |
|                                                                                 | Annie Le Houérou (députée sortante) Parti socialiste                               | 8 093                     | 18,12                     | 17 705                   | 49,51                    |
|                                                                                 | Murielle Lepvraud La France insoumise                                              | 4 925                     | 11,03                     |                          |                          |
|                                                                                 | Cinderella Bernard Parti communiste français (Front de gauche)                     | 4 639                     | 10,38                     |                          |                          |
|                                                                                 | Sandrine Madec Front national                                                      | 4 224                     | 9,46                      |                          |                          |
|                                                                                 | Martine Tison Les Républicains (Union des démocrates et indépendants)              | 3 251                     | 7,28                      |                          |                          |
|                                                                                 | Sylvie Bourbigot Europe Écologie Les Verts                                         | 1 630                     | 3,65                      |                          |                          |
|                                                                                 | Jean-Pierre Le Neun Régionaliste (Oui la Bretagne - Mouvement Bretagne et progrès) | 963                       | 2,16                      |                          |                          |
|                                                                                 | Thierry Perennes Extrême gauche (Nouveau Parti anticapitaliste)                    | 510                       | 1,14                      |                          |                          |
|                                                                                 | Jean-François Le Bihan Régionaliste (Mouvement 100 % - Parti breton)               | 387                       | 0,87                      |                          |                          |
|                                                                                 | Sylvie Lironcourt Lutte ouvrière                                                   | 339                       | 0,76                      |                          |                          |
|                                                                                 | Nicolas Noël Divers (Union populaire républicaine)                                 | 298                       | 0,67                      |                          |                          |
| Source : Ministère de l'Intérieur - Quatrième circonscription des Côtes-d'Armor |                                                                                    |                           |                           |                          |                          |

#### Élections de 2022
| Candidat                 | Candidat                 | Parti et coalition       | Nuance                   | Premier tour | Premier tour | Second tour | Second tour |
| Candidat                 | Candidat                 | Parti et coalition       | Nuance                   | Voix         | %            | Voix        | %           |
| ------------------------ | ------------------------ | ------------------------ | ------------------------ | ------------ | ------------ | ----------- | ----------- |
|                          | Murielle Lepvraud        | LFI (NUPES)              | NUP                      | 11 852       | 27,21        | 21 700      | 53,39       |
|                          | Yannick Kerlogot         | LREM (ENS)               | ENS                      | 11 296       | 25,93        | 18 947      | 46,61       |
|                          | Noël Lude                | RN                       | RN                       | 7 027        | 16,13        |             |             |
|                          | Alain Guéguen            | PS diss.                 | DVG                      | 5 552        | 12,75        |             |             |
|                          | Jean-Paul Prigent        | LR (UDC)                 | LR                       | 2 964        | 6,80         |             |             |
|                          | Arnaud Toudic            | NUPES diss.              | ECO                      | 1 391        | 3,19         |             |             |
|                          | Edwige Vinceleux         | REC                      | REC                      | 1 189        | 2,73         |             |             |
|                          | Françoise Le Scour       | UDB (RPS)                | REG                      | 647          | 1,49         |             |             |
|                          | Sylvie Lironcourt        | LO                       | DXG                      | 519          | 1,19         |             |             |
|                          | Nicolas Touzé            | PA                       | ECO                      | 467          | 1,07         |             |             |
|                          | Moulay Drissi            | SE                       | DIV                      | 372          | 0,85         |             |             |
|                          | Myriam Rolland           | PB (PU)                  | REG                      | 286          | 0,66         |             |             |
|                          |                          |                          |                          |              |              |             |             |
| Votes valides            | Votes valides            | Votes valides            | Votes valides            | 43 562       | 97,41        | 40 647      | 91,81       |
| Votes blancs             | Votes blancs             | Votes blancs             | Votes blancs             | 766          | 1,71         | 2 292       | 5,18        |
| Votes nuls               | Votes nuls               | Votes nuls               | Votes nuls               | 390          | 0,87         | 1 336       | 3,02        |
| Total                    | Total                    | Total                    | Total                    | 44 718       | 100          | 44 275      | 100         |
| Abstention               | Abstention               | Abstention               | Abstention               | 36 361       | 44,85        | 36 821      | 45,40       |
| Inscrits / participation | Inscrits / participation | Inscrits / participation | Inscrits / participation | 81 079       | 55,15        | 81 096      | 54,60       |

#### Élections de 2024
- Député sortant : Murielle Lepvraud (La France insoumise)

| Candidat                 | Candidat                 | Parti et coalition       | Nuance                   | Premier tour | Premier tour | Second tour | Second tour |
| Candidat                 | Candidat                 | Parti et coalition       | Nuance                   | Voix         | %            | Voix        | %           |
| ------------------------ | ------------------------ | ------------------------ | ------------------------ | ------------ | ------------ | ----------- | ----------- |
|                          | Noël Lude                | RN                       | RN                       | 19 700       | 34,30        | 23 333      | 45,25       |
|                          | Murielle Lepvraud        | LFI (NFP)                | UG                       | 17 826       | 31,03        | 28 234      | 54,75       |
|                          | Cyril Jobic              | RE (ENS)                 | ENS                      | 17 555       | 30,56        | Retrait     | Retrait     |
|                          | Sylvie Lironcourt        | LO                       | EXG                      | 1 505        | 2,62         |             |             |
|                          | Danielle Le Men          | REC                      | REC                      | 854          | 1,49         |             |             |
|                          |                          |                          |                          |              |              |             |             |
| Votes valides            | Votes valides            | Votes valides            | Votes valides            | 57 440       | 96,31        | 51 567      | 87,27       |
| Votes blancs             | Votes blancs             | Votes blancs             | Votes blancs             | 1 441        | 2,42         | 5 136       | 8,69        |
| Votes nuls               | Votes nuls               | Votes nuls               | Votes nuls               | 757          | 1,27         | 2 385       | 4,04        |
| Total                    | Total                    | Total                    | Total                    | 59 638       | 100          | 59 088      | 100         |
| Abstention               | Abstention               | Abstention               | Abstention               | 21 928       | 26,88        | 22 473      | 27,55       |
| Inscrits / participation | Inscrits / participation | Inscrits / participation | Inscrits / participation | 81 566       | 73,12        | 81 561      | 72,45       |

#### Département des Côtes-d'Armor
- La fiche de l'INSEE de cette circonscription : « Tableaux et Analyses de la quatrième circonscription des Côtes-d'Armor », sur insee.fr, site de l'Institut national de la statistique et des études économiques (consulté le 10 juin 2007) [PDF]
- « Tous les députés du département des Côtes-d'Armor depuis 1789 », sur assemblee-nationale.fr, site de l'Assemblée nationale française (consulté le 10 juin 2007)
- « Informations contentieuses sur le département des Côtes-d'Armor (Élections législatives de 2002) »(Archive.org • Wikiwix • Archive.is • Google • Que faire ?), sur conseil-constitutionnel.fr, site du Conseil constitutionnel (consulté le 13 juin 2007)

#### Circonscriptions en France
- « Carte des circonscriptions législatives en France », sur assemblee-nationale.fr, site de l'Assemblée nationale française (consulté le 20 juin 2007)
- « Résultats électoraux officiels en France »(Archive.org • Wikiwix • Archive.is • Google • Que faire ?), sur interieur.gouv.fr, site du ministère de l'Intérieur (France) (consulté le 13 juin 2007)

- Description et Atlas des circonscriptions électorales de France sur http://www.atlaspol.com, Atlaspol, site de cartographie géopolitique, consulté le 13 juin 2007.